# Зелений соус

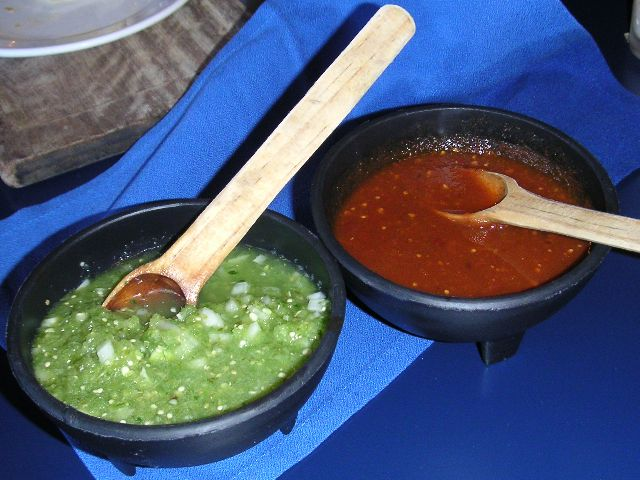
Зелена сальса поруч з червоною в мексиканському стилі

Зелений соус (англ. green sauce) — назва кількох різних соусів, які містять у великій кількості трави, а саме: італійський salsa verde, французький sauce verte та німецький grüne Soße або Frankfurter grie Soß (на франкфуртському діалекті).

## Історія

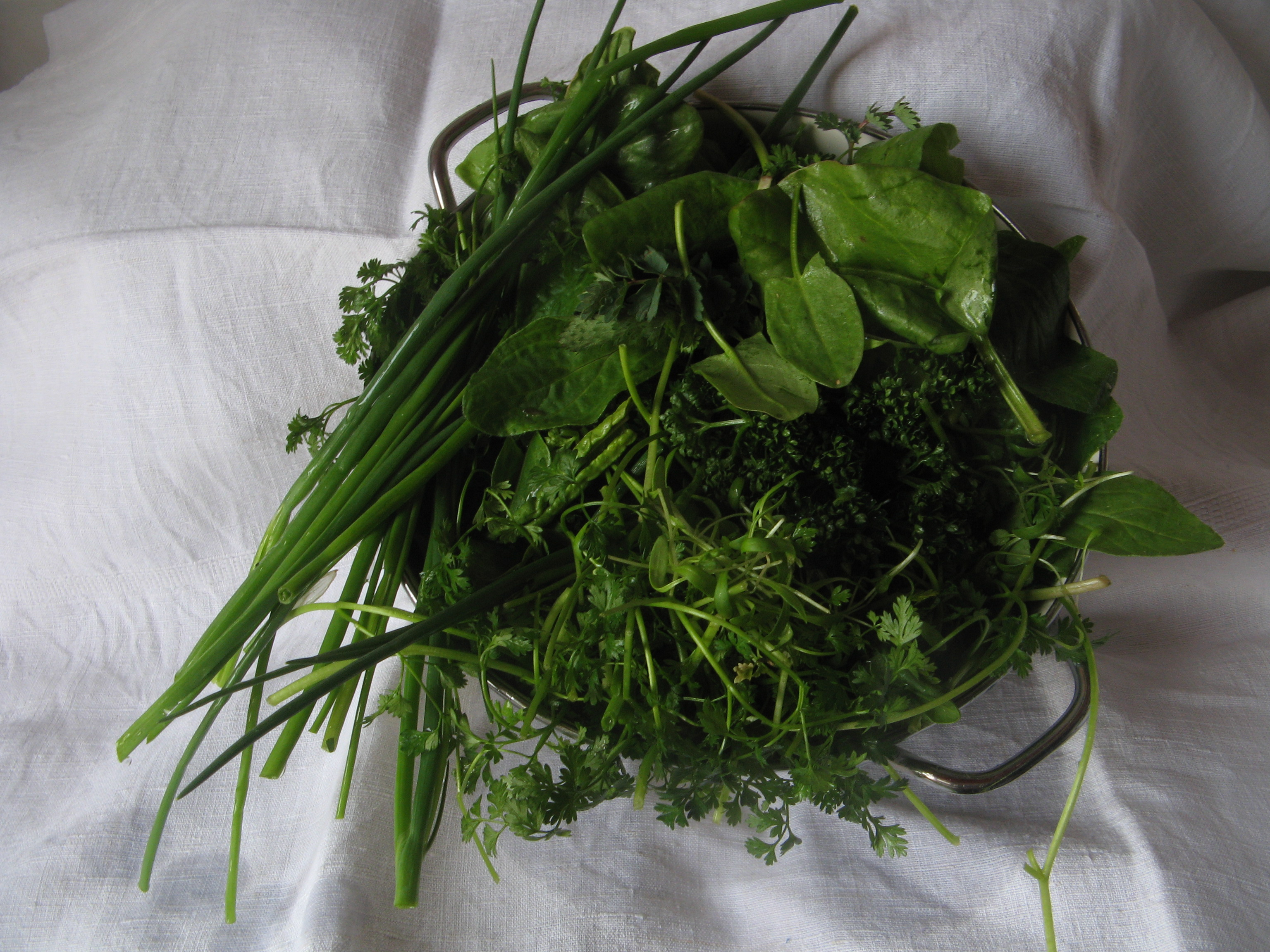
Трав'яні інгредієнти зеленого соусу

Основний рецепт ймовірно походить з Близького Сходу і, можливо, має вік щонайменше 2000 років. Римські легіонери принесли його в Італію, з якої він потрапив у Францію та Німеччину. Приблизно в 1700 році завдяки сім'ям італійських торговців Болоньяро (Bolongaro) і Кревенна (Crevenna) він був завезений у Франкфурт-на-Майні. Можливими джерелами німецького варіанту були французькі протестанти, які емігрували в Німеччину в XVIII столітті. Німецький варіант соусу використовує іншу суміш трав, оскільки середземноморські трави в Німеччині в той час дістати було складно.

## Італійський Salsa verde
Італійський соус сальса верде — холодний соус, що включає до складу: петрушку, оцет, каперси, часник, цибулю, анчоуси, оливкову олію і, можливо гірчицю. Традиційно інгредієнти грубо подрібнюються вручну, але зараз для цієї мети часто використовують кухонний комбайн. У деяких областях в подрібнену масу додають також замочений в оцті хліб, який створює консистенцію, подібну вінегретній заправці. Сальса верде використовується як приправа або обмакувальний соус для страв з м'яса, риби, птиці або овочів.
Одна з добре відомих різновидів соусу сальса верде — gremolata, зазвичай супроводжує ossobuco alla milanese (оссобуко по-міланськи).

## Аргентинський Chimichurri
Чимічуррі — сальса верде, соус, в Аргентині подається зі смаженим м'ясом. Цей рецепт широко поширений в Південній Америці, а також набагато північніше — в Нікарагуа.

## Французький Sauce verte
Французький соус sauce verte au pain був добре відомий в Епоху Відродження і спочатку був хлібним соусом, дуже схожим на італійський. Зараз, однак, цим терміном часто називають вид майонезу з додаванням естрагону і, іноді, петрушки та шавлії. Замість оцту часто використовується лимонний сік.

## Німецький Grüne Soße

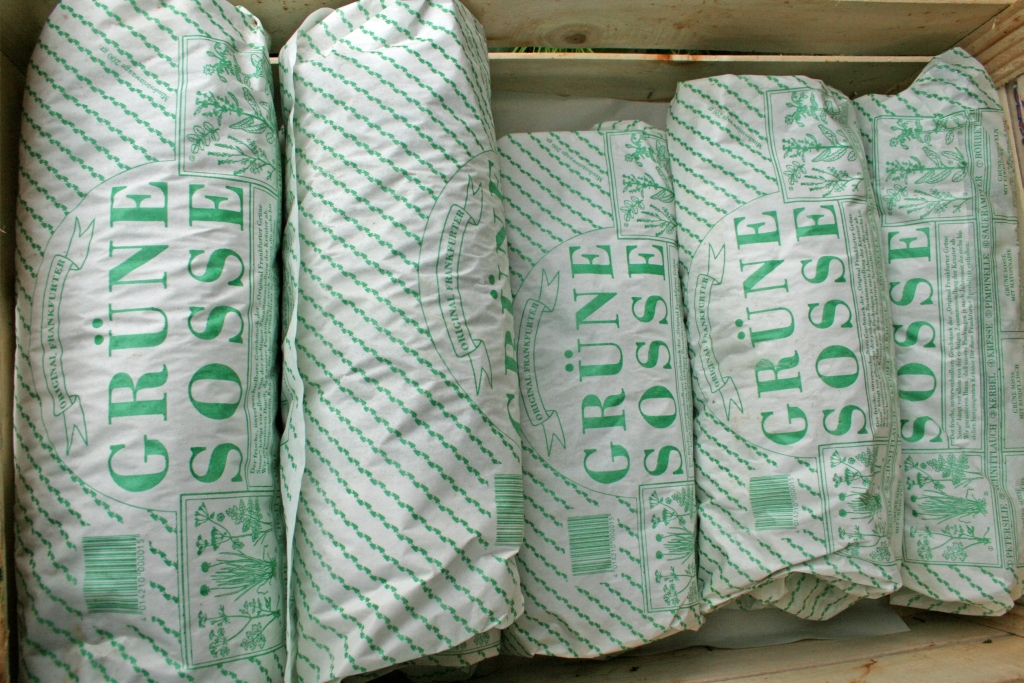
Упаковки трав для «Frankfurter Grüne Soße», що продаються на місцевих ринках

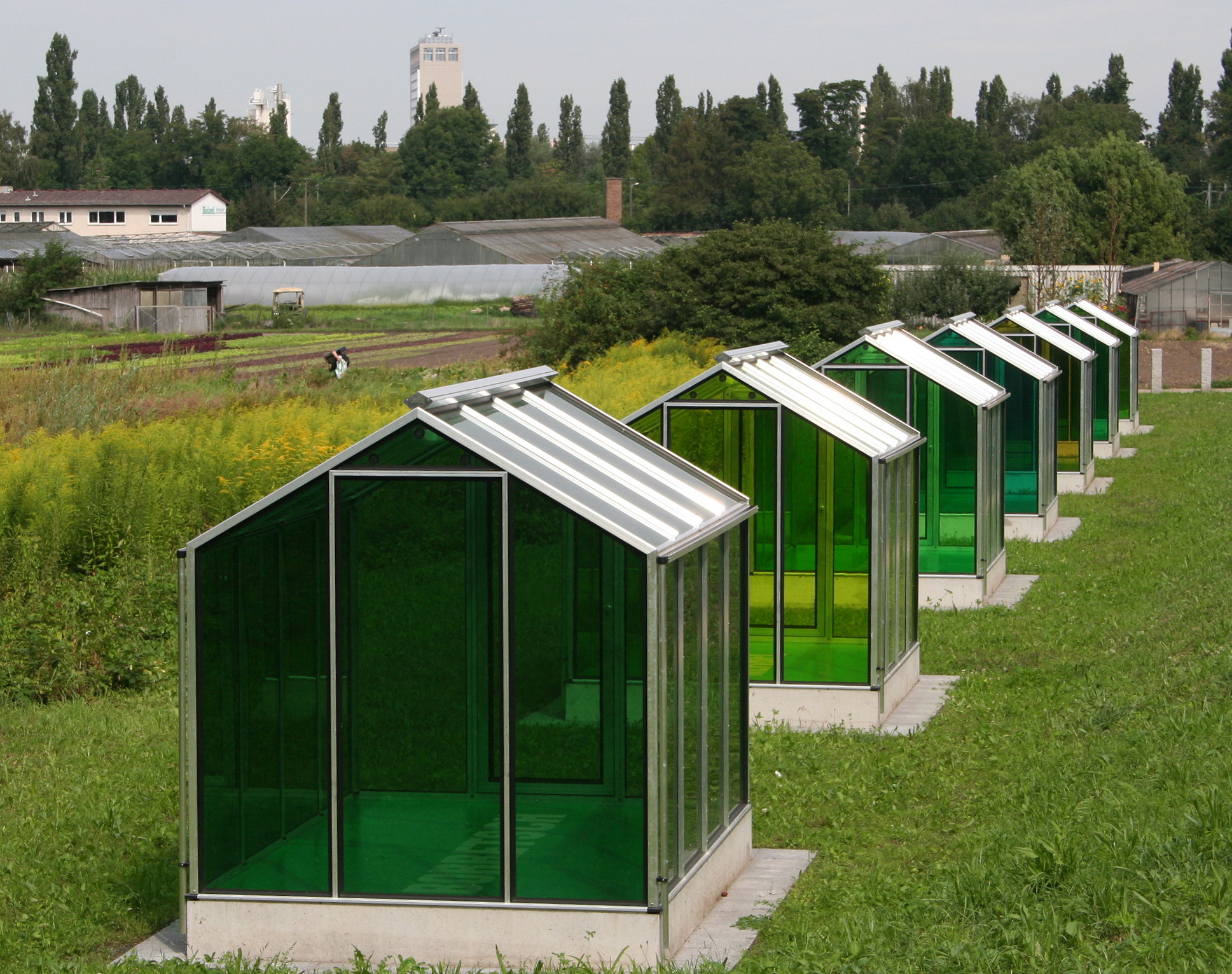
Пам'ятник зеленому соусу в Frankfurt Oberrad

Існує два традиційних типи Гессенського зеленого соусу, популярних у Франкфурті-на-Майні і Касселі. Франкфуртський тип складається з варених яєць, олії, оцту, солі та великої кількості семи свіжих трав: бораго, щавлю, крес-салату, бугили, цибулі-трибульки, петрушки і родовика малого (Sanguisorba minor), відомого як Salad burnet. Залежно від сезонної доступності трав, соус може включати в себе: кріп, любисток, мелісу та навіть шпинат або базилік. У більш мізерні на трави час використовуються також листя маргаритки, подорожника й кульбабаи. На відміну від майонезу, як основа соусу використовуються варені яйця і сметана. У деяких випадках застосовують маслянку, домашній сир або йогурт.
Соус подається з вареною картоплею, спільно з вареними яйцями або смаженою грудинкою. Іноді його подають також до рибних страв або барбекю. Імовірно, зелений соус дуже любив Гете, існує навіть легенда (вельми сумнівна), що цей соус винайшла його мати.
Зелений соус можна вдосталь знайти на місцевих ринках. У Frankfurt-Oberrad у 2007 році встановили пам'ятник зеленому соусу, він складається з семи маленьких оранжерей з головними трав'яними інгредієнтами.

## Мексиканський і мексикансько-американський Salsa verde
Зелені соуси звичайні для мексиканської і мексикано-американської кухонь. Основа зеленого соусу (відомого як salsa verde) — зазвичай пюре з сирих томатільйо (фізалісу), халапеньйо або іншого різновиду перцю чилі, білої цибулі, коріандру й іноді лайму, який додається для смаку. Гострота сальса верде може варіюватися від помірної до обпалюючо гострої. Його використовують підігрітим або холодним як приправу. В мексикано-американській кухні зелений соус часто використовується як обмакувальний соус для чипсів з тортильї і подається з тако, смаженим м'ясом і навіть рибою.